# Blepharidatta delabiei
Blepharidatta delabiei é uma espécie de formiga endêmica do Brasil.
Ocorre nos estados da Bahia, nos municípios de Aurelino Leal, Ilhéus, Una e Uruçuca, e em Minas Gerais, no município de Pedra Azul. B. delabie é uma espécie rara e sua presença pode ser usada como indicadora de baixa perturbação antrópica.
O epíteto específico homenageia o entomologista Jacques Delabie.
A espécie possui hábitos diurnos, com maior atividade de forrageamento no período da tarde. A distância entre as colônias variou de 5 a 7 metros. Todas as colônias de B. delabiei foram encontradas na serapilheira e eram extremamente discretas. As formigas desta espécie não recrutam um grande número de operárias e forrageiam muito lentamente. É necessário esperar que as operárias levem a isca até o ninho para localizar a colônia com precisão. Essas formigas são possivelmente onívoras, pois aceitaram iscas de pão e sardinha.
Apresenta um cariótipo com 28 cromossomos, semelhantes aos de Wasmannia.